# Сфиха
Сфи́ха или сви́ха (араб. صفيحة‎ sfīḥah) — блюдо, состоящее из лепёшек, приготовленных с топпингом из рубленого мяса, часто с бараниной, приправленной луком, помидорами, кедровыми орехами и специями. Традиционное кушанье в странах Леванта, тесно связанное с манакишем и лахмаджуном.
Сфиха стала популярной в Бразилии, где она известна как эсфи́ха или эсфи́рра, после того, как была завезена туда иммигрантами из Сирии и Ливана.

## История
Лепёшки присутствовали в Леванте и регионе плодородного полумесяца с доисторических времён. Их готовили на горячих поверхностях, таких как камни, металлические пластины, в табунной печи или тандыре. В средневековом арабском мире с развитием кирпичной печи появилось большое количество разнообразных лепёшек, выпекаемых вместе с топпингом или начинкой, в том числе сфиха. Эти лепёшки распространились по Османской империи.
В Бразилии эсфиха приобрела популярность в конце XX века и с тех пор стала одним из самых популярных фастфудов.

## Основные ингредиенты
У каждой семьи свои предпочтения относительно того, что добавлять в дополнение к мясу. В Ливане основными ингредиентами являются: мясо, лук, помидоры, кедровые орехи, соль, перец и ароматизаторы, такие как корица, сумах или патока из граната. Регион Баальбек особенно известен своей сфихой. В Сирии, Палестине и Иордании сфиха аналогичным образом производится из фарша или баранины, в дополнение к травам и специям, с помидорами, луком и другими ингредиентами.
Эсфиха в Бразилии запекается в духовке и может представлять собой лепёшки с открытым слоем около 4 дюймов в диаметре с мясным топпингом или сложенные в треугольное тесто, как фатайер. Они могут иметь различные топпинги, включая сыр, творог, баранину, говядину или овощи.